# Балев-е-Бюц
Бале́в-е-Бюц (фр. Balaives-et-Butz) — колишній муніципалітет у Франції, у регіоні Гранд-Ест, департамент Арденни. Населення — 241 осіб (2011).
Муніципалітет був розташований на відстані близько 195 км на північний схід від Парижа, 85 км на північ від Шалон-ан-Шампань, 11 км на південь від Шарлевіль-Мезьєра.

## Історія
До 2015 року муніципалітет перебував у складі регіону Шампань-Арденни. Від 1 січня 2016 року належав до нового об'єднаного регіону Гранд-Ест.
1 січня 2019 року Балев-е-Бюц, Бутанкур i Елан було приєднано до муніципалітету Фліз.

## Демографія
Динаміка населення (INSEE ):
Розподіл населення за віком та статтю (2006):
| Стать | Всього | До 15 років | 15-24 | 25-44 | 45-64 | 65-85 | Понад 85 |
| --- | ------ | ----------- | ----- | ----- | ----- | ----- | -------- |
| Чоловіки | 108    | 20          | 16    | 36    | 24    | 12    | 0        |
| Жінки | 112    | 16          | 28    | 20    | 28    | 16    | 4        |
| \| Статево-вікова піраміда \| Статево-вікова піраміда \| Статево-вікова піраміда \| \| ----------------------- \| ----------------------- \| ----------------------- \| \| Чоловіки \| Вік \| Жінки \| \| 0 \| 85 + \| 4 \| \| 0 \| 80-84 \| 4 \| \| 4 \| 75-79 \| 8 \| \| 0 \| 70-74 \| 0 \| \| 8 \| 65-69 \| 4 \| \| 0 \| 60-64 \| 4 \| \| 4 \| 55-59 \| 8 \| \| 12 \| 50-54 \| 0 \| \| 8 \| 45-49 \| 16 \| \| 12 \| 40-44 \| 8 \| \| 4 \| 35-39 \| 4 \| \| 8 \| 30-34 \| 8 \| \| 12 \| 25-29 \| 0 \| \| 4 \| 20-24 \| 12 \| \| 12 \| 15-20 \| 16 \| \| 8 \| 10-14 \| 4 \| \| 8 \| 5-9 \| 0 \| \| 4 \| 0-4 \| 12 \| |        |             |       |       |       |       |          |
| Статево-вікова піраміда |        |             |       |       |       |       |          |
| Чоловіки | Вік    | Жінки       |       |       |       |       |          |
| 0 | 85 +   | 4           |       |       |       |       |          |
| 0 | 80-84  | 4           |       |       |       |       |          |
| 4 | 75-79  | 8           |       |       |       |       |          |
| 0 | 70-74  | 0           |       |       |       |       |          |
| 8 | 65-69  | 4           |       |       |       |       |          |
| 0 | 60-64  | 4           |       |       |       |       |          |
| 4 | 55-59  | 8           |       |       |       |       |          |
| 12 | 50-54  | 0           |       |       |       |       |          |
| 8 | 45-49  | 16          |       |       |       |       |          |
| 12 | 40-44  | 8           |       |       |       |       |          |
| 4 | 35-39  | 4           |       |       |       |       |          |
| 8 | 30-34  | 8           |       |       |       |       |          |
| 12 | 25-29  | 0           |       |       |       |       |          |
| 4 | 20-24  | 12          |       |       |       |       |          |
| 12 | 15-20  | 16          |       |       |       |       |          |
| 8 | 10-14  | 4           |       |       |       |       |          |
| 8 | 5-9    | 0           |       |       |       |       |          |
| 4 | 0-4    | 12          |       |       |       |       |          |

## Економіка
2010 року серед 151 особи працездатного віку (15—64 років) 115 були активними, 36 — неактивними (показник активності 76,2%, у 1999 році було 66,7%). З 115 активних мешканців працювало 111 осіб (60 чоловіків та 51 жінка), безробітними було 4 (2 чоловіки та 2 жінки). Серед 36 неактивних 17 осіб було учнями чи студентами, 13 — пенсіонерами, 6 були неактивними з інших причин.

У 2010 році у муніципалітеті числилось 87 оподаткованих домогосподарств, у яких проживали 229,0 особи, медіана доходів виносила 18 518 євро на одного особоспоживача.